# Réflexe crémastérien

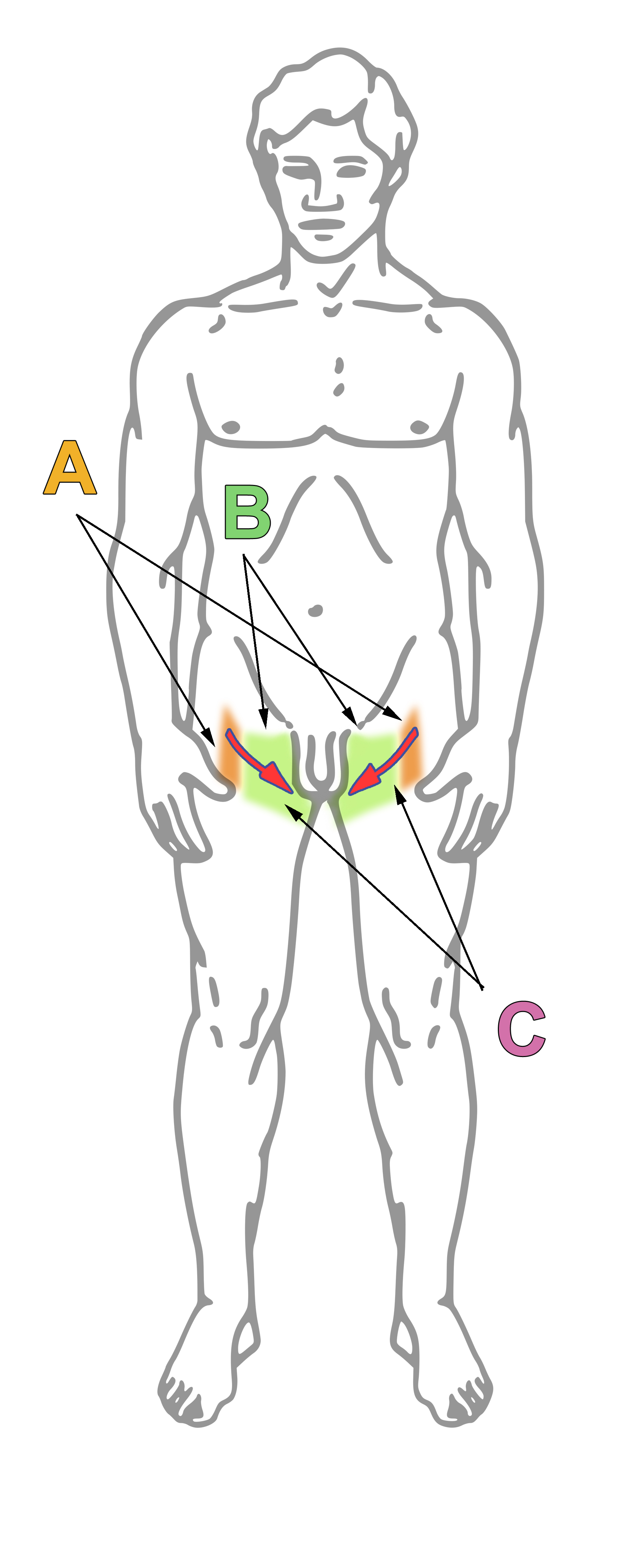
La représente la zone des fibres sensorielles contrôlée par le nerf génito-fémoral ; la représente celle contrôlée par le nerf ilio-inguinal ; la montre la direction et l'emplacement où la peau doit être caressée pour provoquer ce réflexe.

Le réflexe crémastérien est un réflexe que l'on recherche par la stimulation du tiers supérieur et antéro-médial de la cuisse, en remontant vers l'aine ou en redescendant d'elle. Le réflexe normal, qui correspond à une contraction des fibres musculaires lisses du muscle crémaster, aboutit à une élévation du testicule du côté de la stimulation chez l'homme et de la grande lèvre du côté de la stimulation chez la femme.
L'arc réflexe dépend des racines L1-L2. Le faisceau afférent passe par la branche fémorale du nerf génito-fémoral (L1-L2) et par le nerf ilio-inguinal (L1). Le faisceau efférent passe par la branche génitale du nerf génito-fémoral (L1-L2). 
Le test du réflexe crémastérien a une utilité en urologie pour faire la différence clinique entre une torsion du cordon spermatique (réflexe aboli) et une torsion de l'hydatide pédiculée de Morgagni (réflexe conservé).